# Žygimantas Kaributaitis

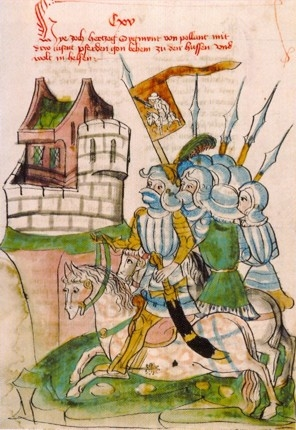
Zygmunt Korybutowicz és seregei a litván lobogóval (1443)

Žygimantas Kaributaitis (magyarosan Korybut Zsigmond, lengyelül Zygmunt Korybutowicz, csehül Zikmund Korybutovič, belaruszul Жыгімонт Карыбутавіч / Zsigimont Kaributavics; oroszul Сигизмунд Корибутович / Szigizmund Koributovics, ukránul Жиґимонт vagy Сигізмунд Корибутович / Zsigimont vagy Szigizmund Koributovics; született valószínűleg Novgorod-Szeverszkij, 1395 k. – meghalt Ukmergė közelében, 1435. szeptember 1. után) a litván nagyfejedelmi Gediminas-ház tagja, a mai Fehéroroszország és Ukrajna földjén területekkel rendelkező Kaributas (Dmitrij) herceg fia. A huszita háborúk során a Luxemburgi Zsigmond császár ellen harcoló cseh hadak egyik hadvezére, Csehország kormányzója és trónkövetelője volt.

## Származása, családja, ifjúsága
Édesapja Kaributas, Algirdas litván nagyfejedelem fia, édesanyja pedig Anasztázia, a rurikida II. Oleg rjazanyi fejedelem lánya. Zymgunton kívül öt gyermekük született:
- Fjodor (1375 k. – 1442 k.), a volhíniai Nyaszvizs ura
- Ilona / Jelena (1385 k. – 1449) II. (Vas) János ratibori herceg felesége
- Anasztázia (1385 k. után – 1426), a kasini Fjodor fejedelem felesége
- János / Ivan / Jan (1390 k. – 1431)
- Mária / Marija / (1395 k. – 1450 k.), Fjodor Lvovics Vorotinszkij herceg felesége

Zygmunt 1404-től kezdve apai nagybátyja, a II. Ulászló néven lengyel trónt is birtokló Jogaila (Jagelló) litván nagyfejedelem krakkói udvarában nevelkedett, és sokáig elképzelhetőnek tűnt, hogy ő lesz a lengyel királyság trónörököse, mivel nagybátyjának 1408-ig nem született életben maradt gyermeke (és fia, a későbbi III. Ulászló is csak 1424-ben jött világra). Zygmunt 1410-ben, még kamaszként saját bandérium élén vett részt a Német Lovagrend felett döntő lengyel győzelmet hozó grünwaldi csatában.

## A huszita háborúkban
1422-ben a Jan Žižka vezette, Luxemburgi Zsigmond császár és magyar király, valamint a római katolikus egyház ellen harcoló csehországi husziták Ulászlónak ajánlották fel a cseh trónt. Miután ő elutasította az ajánlatot, unokatestvérét, Vytautas litván nagyfejedelmet kérték fel, aki el is fogadta a koronát, de nem jött személyesen az országba, hanem Zygmuntot küldte maga helyett kormányzónak. Zymgunt 1422 áprilisában érkezett serege élén cseh földre, mire Zsigmond seregei az összecsapást elkerülendő visszavonultak Magyarországra. Zygmunt 1422. május 16-án vonult be Prágába, ahol Vytautas kormányzójaként részt vett a különböző huszita irányzatok (a mérsékelt kelyhesek és radikális táboriták) között kialakuló belharcokban.

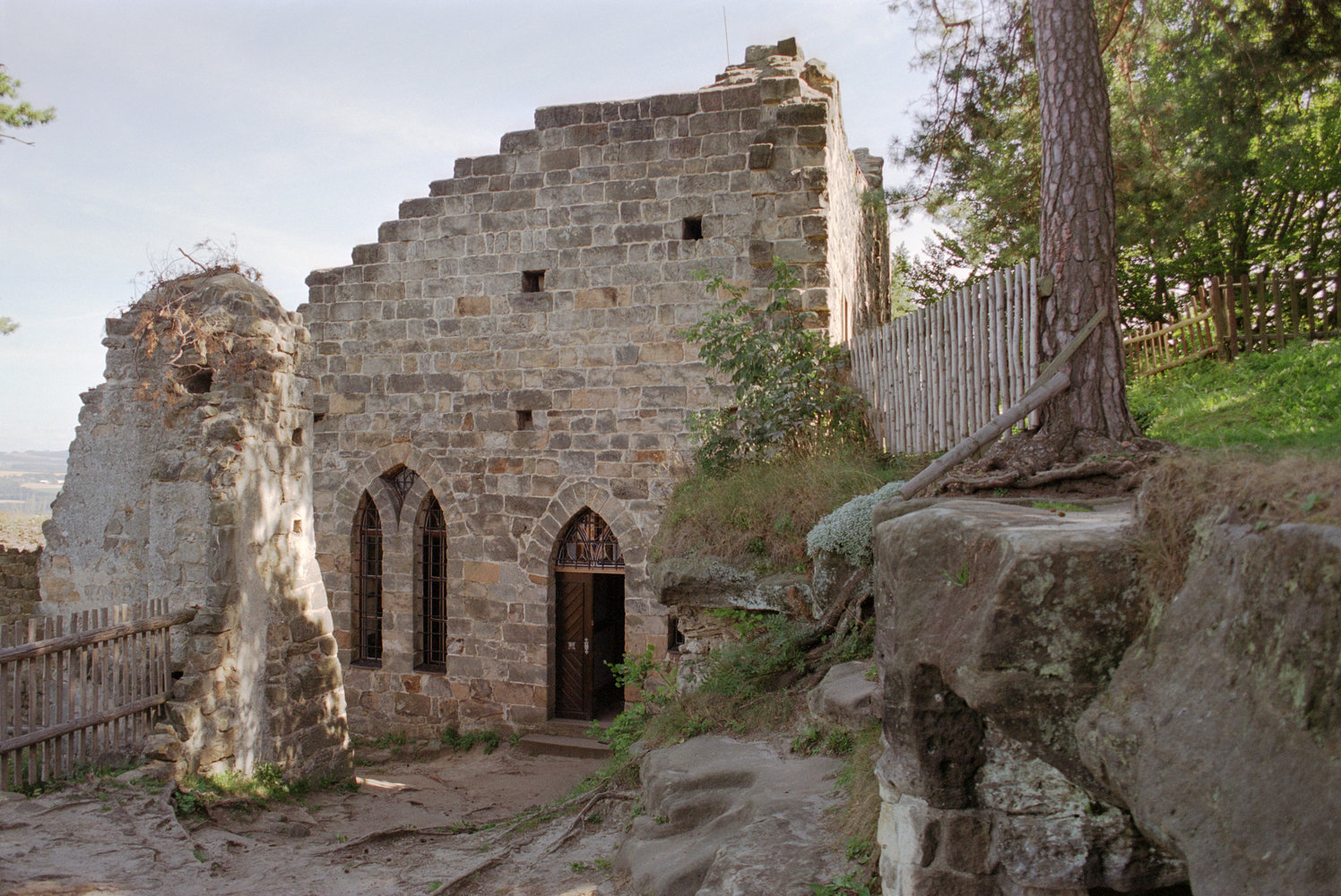
Zygmunt hónapokig raboskodott a waldsteini várban 1427 és 1428 folyamán

Hamarosan elvesztette rokonai támogatását: 1422-ben a melnói szerződés rendezte a Német Lovagrend, valamint Lengyelország és Litvánia viszonyát, de ratifikálására csak azután került sor 1423-ban, hogy Zsigmond császár és Ulászló Késmárkon külön egyezséget kötött. A császár ekkor lemondott a német lovagok támogatásáról, cserébe Ulászló vállalta, hogy sem ő, sem Vytautas nem avatkozik a továbbiakban a huszita háborúkba. Ennek megfelelően (és V. Márton pápa nyomására) Vytautas és Ulászló visszarendelte Zygmuntot, aki 1423. december 24-én seregével ki is vonult Prágából.
Zygmuntnak hamarosan ismét felajánlották a cseh trónt, aminek nem tudott ellenállni. 1424. június 29-én lengyel és litván támogatás vagy egyetértés nélkül vonult Prágába 1500 fős sereggel. Ulászló a hírre elkobozta unokaöccse birtokait, a pápai legátus pedig ki is átkozta a husziták élére álló herceget. Zygmunt eközben feloszlatta és újraalakította a prágai városi tanácsot, és sikeresen véget vetett a táboriták sikeres hadvezére, Jan Žižka és a kelyhesek közti ellentéteknek. Az egységes huszita sereg sikeres hadjáratot vezetett Morvaországba a császárpártiak ellen. Žižka 1424 októberében meghalt, ekkortól Zygmunt vált a husziták egyik legfőbb hadvezérévé. A husziták 1426. június 16-án Ústí nad Labem mellett, 1427. augusztus 4-én pedig Tachovnál győzték le a rájuk törő keresztes hadakat.
Zygmunt eközben tárgyalásokba kezdett Zsigmond császárral abban a reményben, hogy kibékítheti a katolikusokat és a huszitákat, emiatt a táboriták elfogták és a waldsteini várba zárták. Több hónap rabság után elengedték, és 1428-tól már részt vett a husziták sziléziai hadjárataiban. Végül a táboriták 1434-ben, a lipanyi csatában elszenvedett döntő veresége után hagyta el Csehországot. Ekkor Litvániába ment, ahol csatlakozott Švitrigaila nevű nagybátyjához, aki unokatestvérétől, az 1430-ban elhunyt Vytautas öccsétől, I. Zsigmondtól próbálta elragadni a fejedelmi trónt. Az 1435. szeptember 1-jén vívott vilkmergėi (lengyelesen wiłkomierzi) csatában Švitrigaila hadainak egyik parancsnoka volt. A vesztes csatában megsebesült, Jan Długosz krónikája szerint sebeinek súlyos elfertőződésébe halt bele nem sokkal ezután.

## Külső hivatkozások
- Biography of Žygimantas Kaributaitis

1. ↑  MAK (lengyel nyelven)
2. 1 2  Kniaziowie litewsko-ruscy od końca czternastego wieku (lengyel nyelven) pp. 179, 1895